# Halver

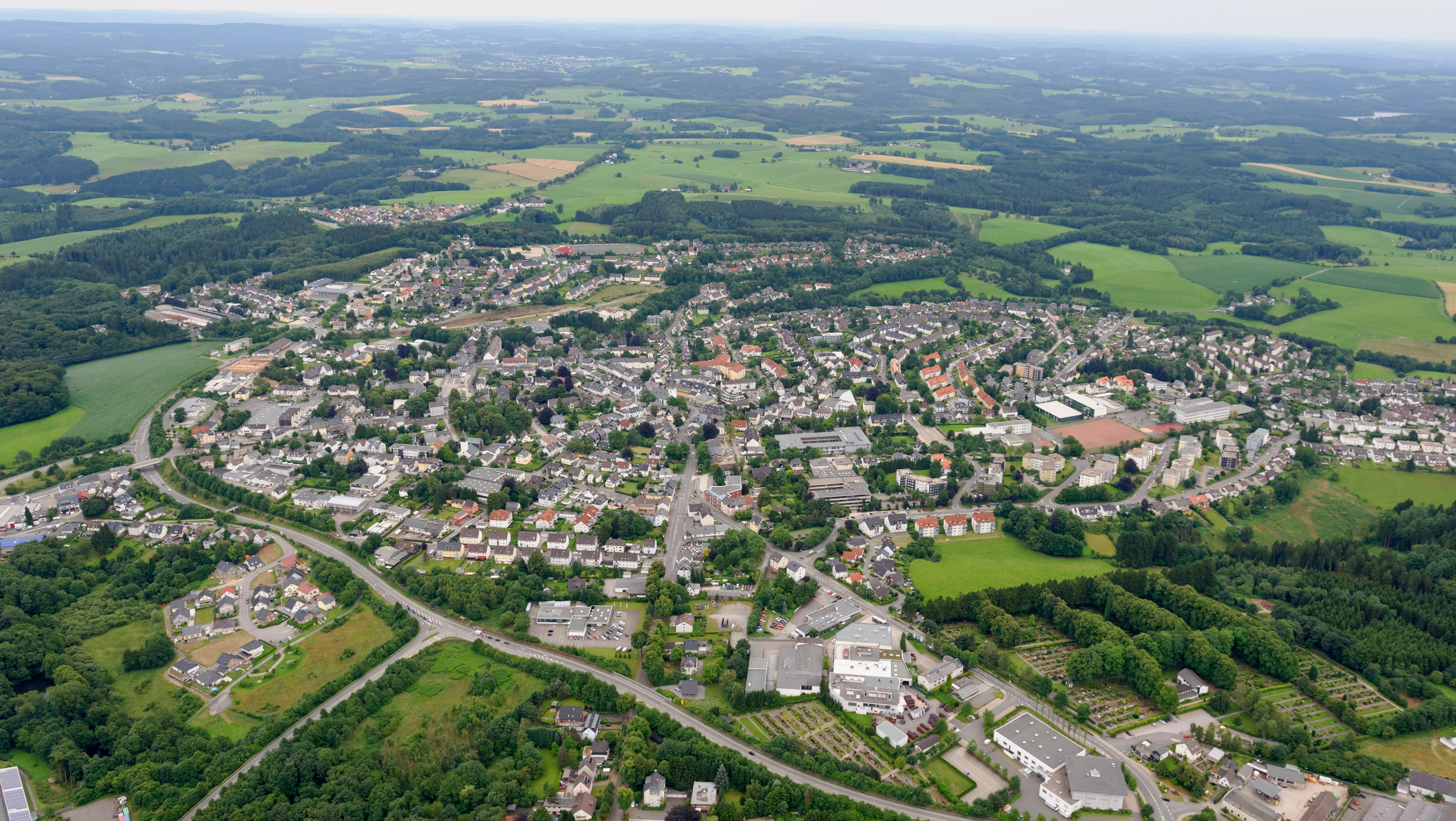
Luftaufnahme von Halver

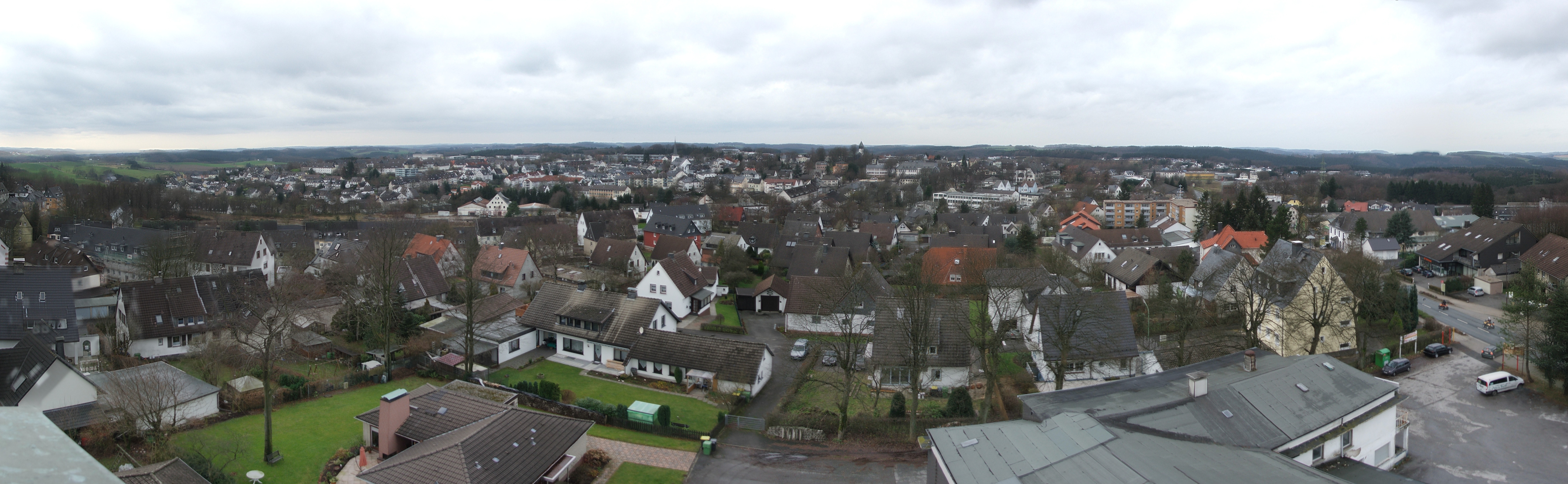
Stadtansicht von Halver

Halver, Aussprache: [ˈhɑlfɐ, teilweise auch ˈhɑlvɐ], ist eine Kleinstadt in Nordrhein-Westfalen, Deutschland. Als kreisangehörige Stadt gehört sie zum Märkischen Kreis und liegt im westlichen Ausläufer des Sauerlands unweit der Grenze zum Bergischen Land.

## Geografie

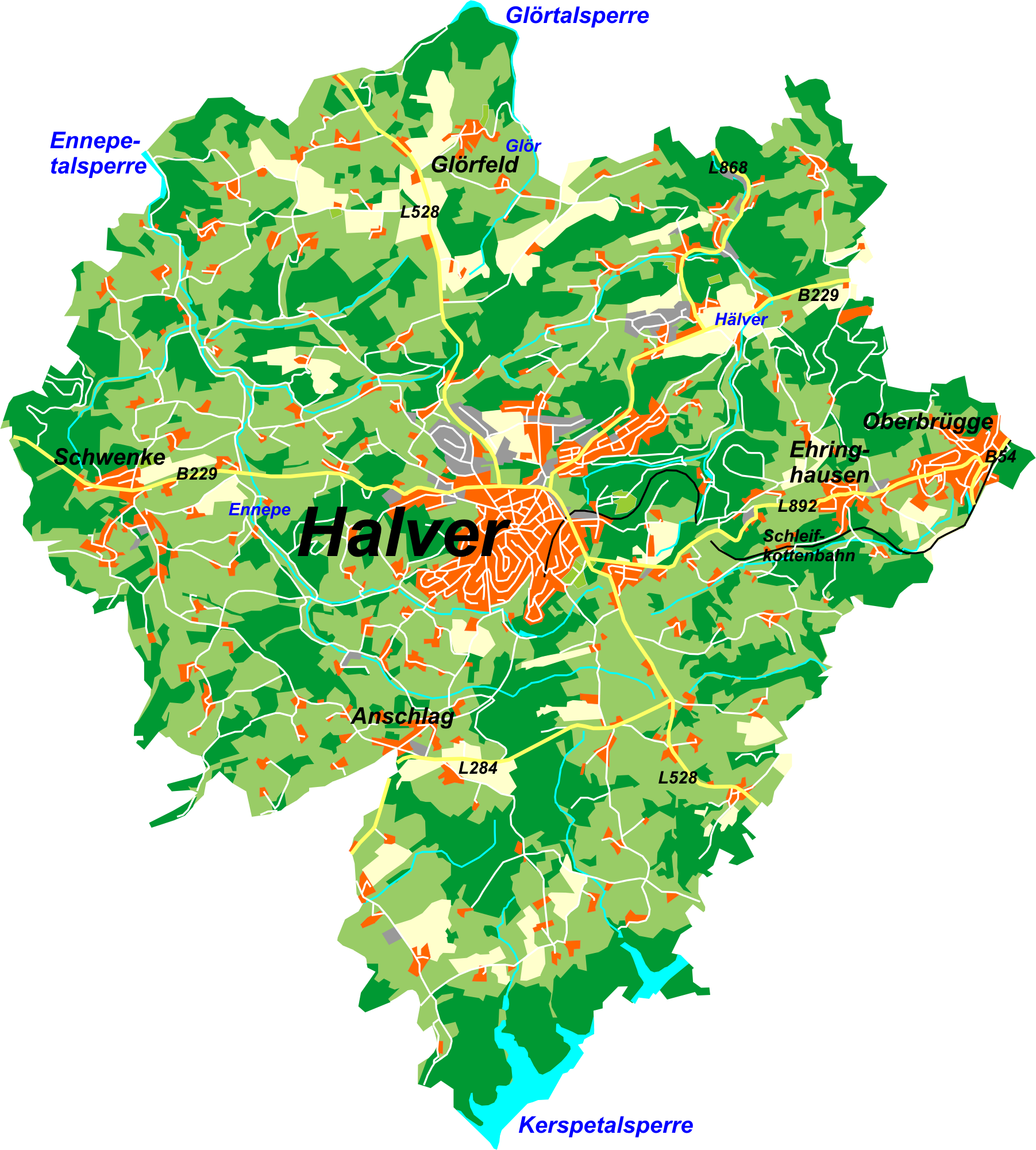
Karte von Halver

### Geografische Lage
Halver liegt im westlichen märkischen Sauerland an der Grenze zwischen dem Rheinland und Westfalen, etwa 10 Kilometer westlich von Lüdenscheid. Der Hauptort befindet sich auf einer Bergkuppe mit einer Höhenlage von 374 m ü. NN (Bolsenbachtal) bis 420 m ü. NN (südliches Stadtgebiet). Der tiefste Punkt im gesamten Stadtgebiet liegt mit 275 m ü. NN bei Oberbrügge, der höchste mit 433 m ü. NN bei Hagebücherhöh.
Im Norden der Stadt entspringt die Glör, Hauptzufluss der Glörtalsperre. Nördlich des Hauptortes der Löhbach, südlich des Hauptortes der Bolsenbach, beides Nebenflüsse der Ennepe. Die Ennepe selbst entspringt etwa 2,5 Kilometer südöstlich der Stadt an der Westflanke des Störllenbergs (410,2 m), fließt in nordwestliche Richtung gen Ruhr und wird etwa 5,5 Kilometer vom Zentrum Halvers auf dem Stadtgebiet von Breckerfeld zur Ennepetalsperre aufgestaut.
Im Nordosten der Stadt entspringen die nach Osten abfließende Hälver, ein Nebenfluss der Volme, und im Südwesten die Neye, die Hönnige und die Bever, allesamt Nebenflüsse der Wupper. Durch das Stadtgebiet Halvers verläuft somit die Wasserscheide zwischen den Flusssystemen der Ruhr und der Wupper.

### Ausdehnung des Stadtgebiets
Das Stadtgebiet dehnt sich über 12,7 Kilometer in Nord-Süd-Richtung von der Glörtalsperre im Norden bis zur Kerspetalsperre im Süden aus. In West-Ost-Richtung erstreckt es sich über 11,5 Kilometer von Schwenke im Westen bis Oberbrügge im Osten. Dabei umfasst das Stadtgebiet 77,37 Quadratkilometer, von denen 26,83 Quadratkilometer von Wald bestanden sind und 39,55 Quadratkilometer landwirtschaftlich genutzt werden. Gebäude-, Betriebs- und Freiflächen nehmen zusammen 5,61 Quadratkilometer und Verkehrsflächen 3,45 Quadratkilometer ein.

### Nachbargemeinden
| Breckerfeld  | Breckerfeld | Schalksmühle |
| Radevormwald | Windrose    | Lüdenscheid  |
| Wipperfürth  | Wipperfürth | Kierspe      |

Halver grenzt im Norden an Breckerfeld im benachbarten Ennepe-Ruhr-Kreis und Schalksmühle, im Osten an Lüdenscheid, im Südosten an Kierspe. Diese gehören wie Halver zum Märkischen Kreis. Südwestlich von Halver liegt Wipperfürth und westlich Radevormwald, die zum Oberbergischen Kreis gehören.

### Stadtgliederung
Neben der Kernstadt hat Halver noch folgende Ortsteile und Ortslagen:

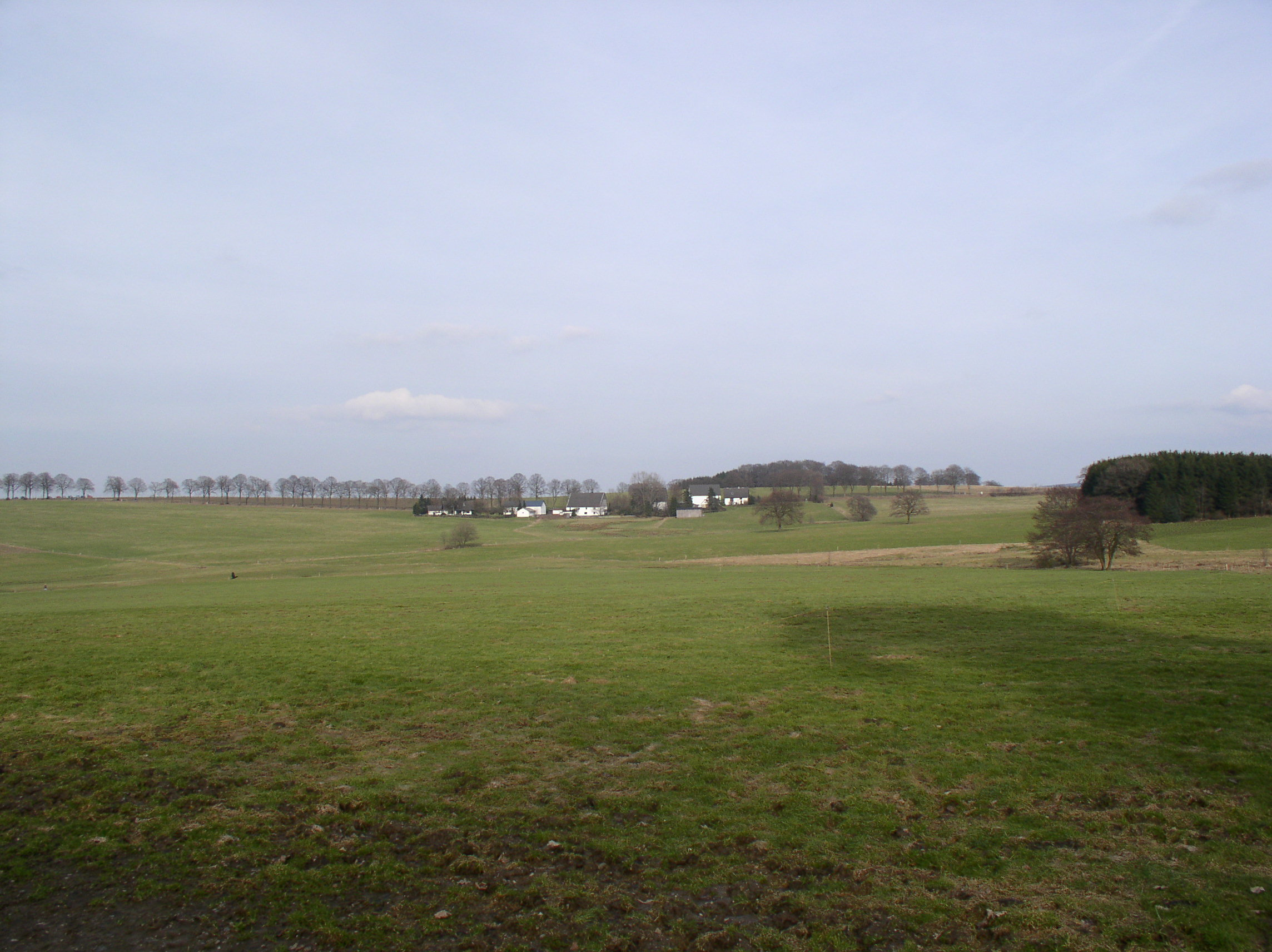
Blick auf die Halveraner Ortschaft Burg. Auf den Feldern davor befinden sich die vier Ennepequellen

Ahe |
Altemühle |
Anschlag |
Auf dem Heede |
Auf dem Wiebusch |
Auf den Eicken |
Auf den Kuhlen |
Auf der Bever |
Auf der Brake |
Auf der Mark |
Bärendahl |
Beisen |
Beiserohl |
Becke |
Berge |
Bergfeld |
Berken |
Birkenbaum |
Bochen |
Bocherplatz |
Bommert |
Borkshof |
Brenscheid |
Brocksiepen |
Bruch |
Brüninghausen |
Büchen |
Büchenbaum |
Büchermühle |
Burbach |
Burg |
Buschhauser Hammer |
Carthausen |
Collenberg |
Clev |
Dahlhausen |
Dicksiepen |
Diekerhof |
Dommelnheide |
Dornbach |
Dörnen |
Edelkirchen |
Ehberg |
Ehringhausen |
Eichhofermühle |
Eichholz |
Eickerhöhe |
Eickerschmitte |
Engstfeld |
Eschen |
Eversberge |
Gehärte |
Gesenberg |
Giersiepen |
Glörfeld |
Grafweg |
Grund |
Grünenbaum |
Grünewald |
Hagebüchen |
Hagebücherhöh |
Hagedorn |
Hakenberg |
Halloh |
Halverscheid |
Handweiser |
Hartmecke |
Heerenfelde |
Heesfeld |
Heesfelder Hammer |
Heesfelder Mühle |
Hefendehl |
Heinken-Hedfeld |
Herweger Schleifkotten |
Hesseln |
Hinterhedfeld |
Hohenplanken |
Hohl |
Holte |
Howarde |
Hulvershorn |
Husen |
Im Heede |
Im Sumpf |
Im Wiebusch |
In den Eicken |
In der Hälver |
Kamscheid |
Kirchlöh |
Kotten |
Krause Buche |
Kreimendahl |
Kreisch |
Kreuzweg |
Kückelhausen |
Landwehr |
Lausberge |
Lingen |
Lingensiepen |
Löhbach |
Löhrmühle |
Lömmelscheid |
Magdheide |
Mesenhohl |
Mittelcarthausen |
Mittelherweg |
Niederbolsenbach |
Niederbommert |
Niederbuschhausen |
Niederennepe |
Niederhedfeld |
Niederhövel |
Niederhürxtal |
Niederlangenscheid |
Niedervahlefeld |
Neuenhaus |
Neuenherweg |
Neuenvahlefeld |
Nonnenennepe |
Nordeler Schleifkotten |
Nordeln |
Oberbolsenbach |
Oberbommert |
Oberbrügge |
Oberbuschhausen |
Obercarthausen |
Oberherweg |
Oberhövel |
Oberhürxtal |
Oberlangenscheid |
Obervahlefeld |
Oeckinghausen |
Oege |
Oesterberg |
Osenberg |
Ostendorf |
Othmaringhausen |
Pottheinrich |
Rothenbruch |
Schanzmannsmühle |
Schlachtenrade |
Schlade |
Schlechtenbach |
Schlemme |
Schmalenbach |
Schmidthausen |
Schmidtsiepen |
Schneehohl |
Schöneberge |
Schröders Herweg |
Schüreichhofen |
Schulten Hedfeld |
Schwenke |
Siepen |
Solberg |
Sondern |
Steinbach |
Stenkenberg |
Sticht |
Stichterweide |
Stieneichhofen |
Stöcken |
Streitstück |
Sundern |
Vahlefelderheide |
Vömmelbach |
Vormbaum |
Vorst |
Voswinkel |
Walde |
Wegerhof |
Weißenpferd |
Wiebusch-Hedfeld |
Wiene |
Wilhelmshöh |
Winkhof |
Wöste

## Geschichte

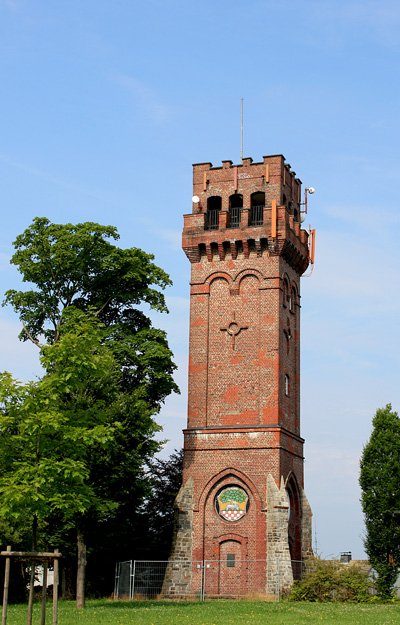
Aussichtsturm Karlshöhe

Halver Marktstraße

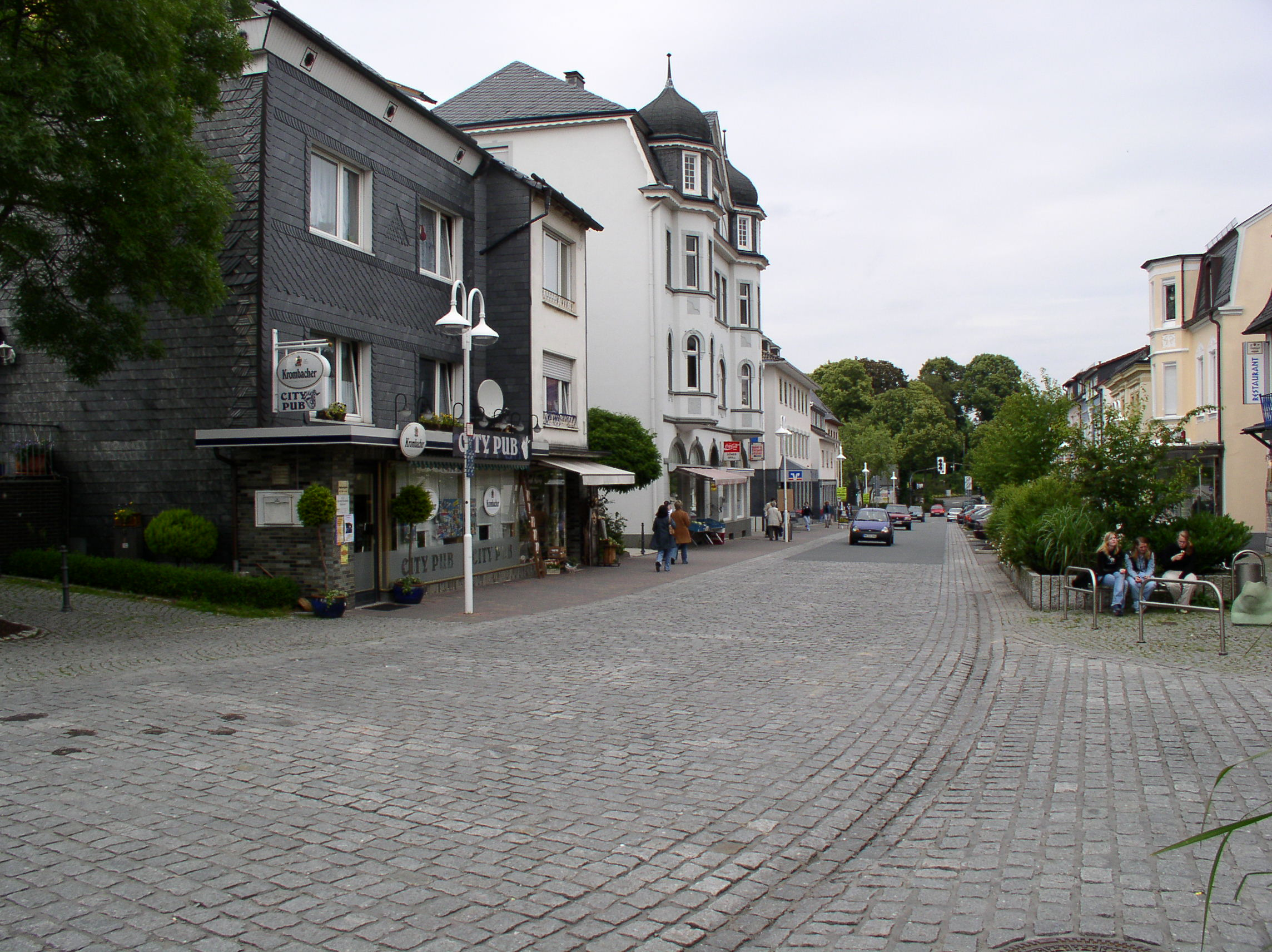
Das Ortszentrum Halvers (Frankfurter Straße)

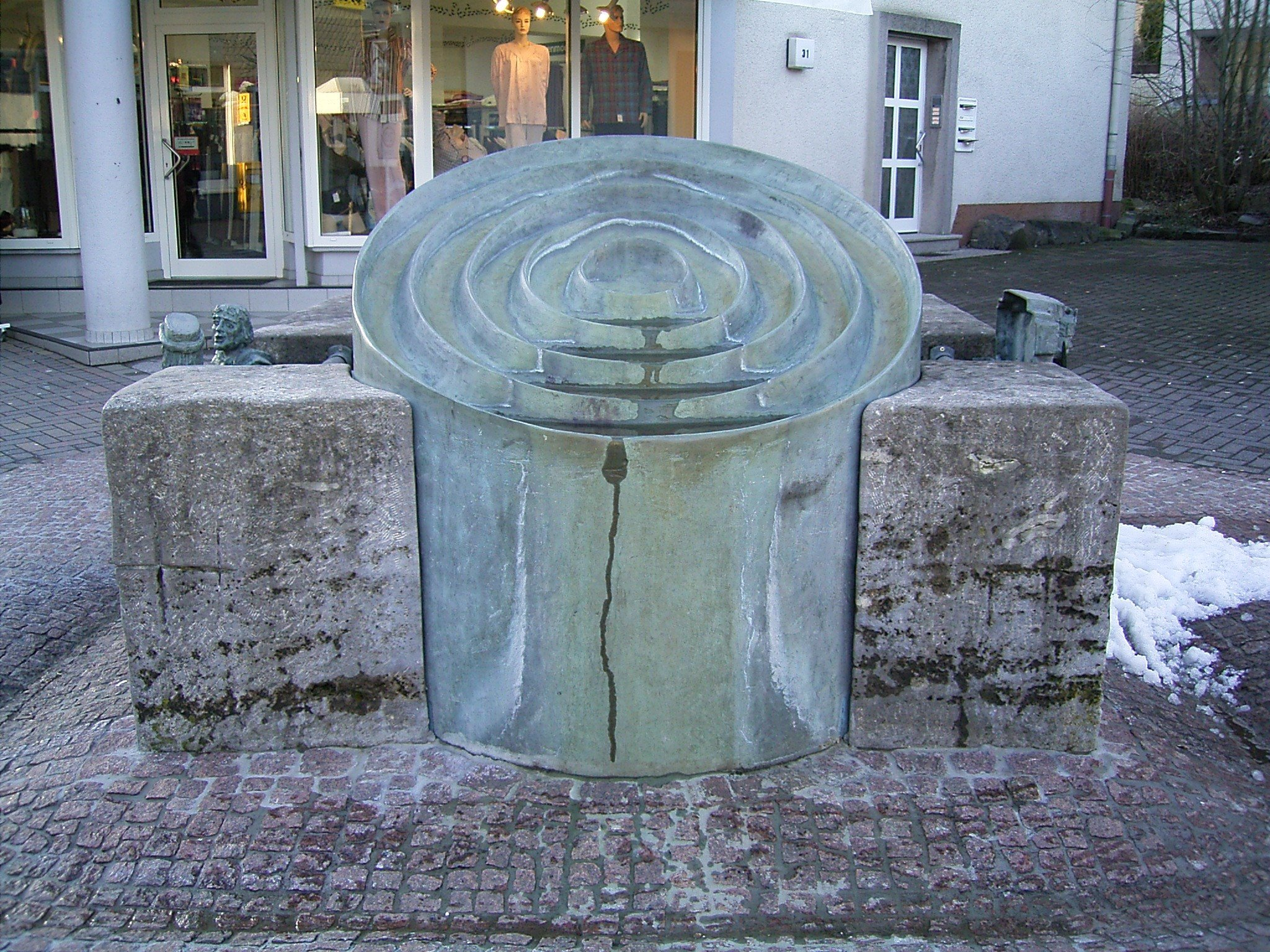
Gerichtsbrunnen von Werner Klenk

### Ur- und Frühgeschichte
Erste Spuren von Menschen im Gebiet von Halver stammen aus der Mittelsteinzeit. Größte Fundstelle ist die Station Pottheinrich bei Berge, von der 3600 Artefakte stammen. Hier gibt es drei Fundkomplexe mit 700, 1400 und 1500 Steinsachen. Eine weitere Station ist Normecke mit zirka 500 Fundstücken. Außerdem sind aus dieser Zeit der Lagerplatz Hundsberg mit 270 gefundenen Artefakten, zwölf Rastplätze (5 bis 50 Artefakte) und 25 Streufunde (ein bis fünf Artefakte) bekannt.
Mehrere jungsteinzeitliche Gegenstände wurden beim Haus Heide/Hürxtal (Speerspitze, Flintschaber, Steinbeil, Schneidenstück eines Steinbeiles, Arbeitsaxt) in Gesenberg (Steinbeil, Arbeitsaxt) gefunden. Bergfeld, Altemühle, Schlechtenbach, Linger Weg, Vahlefeld und Brünninghausen sind Einzelfundstellen von Werkzeugen aus der Jungsteinzeit.
Fundstücke aus der Bronze- und Eisenzeit sind für Halver nicht bekannt.

### Mittelalterliches Dorf
Der am Kreuzungspunkt zweier alter Heerwege gelegene Oberhof Halvara wurde um 950 erstmals urkundlich im Propsteiregister des Klosters Werden erwähnt. Somit gehört Halver zu den ältesten Ortschaften des märkischen Sauerlands. Nach Urkunden aus dem 10. Jahrhundert entstand der Name des Dorfes sehr wahrscheinlich von dem in der Nähe entspringenden Bach Hälver. Kirchenrechtlich gehörte Halver im frühen Mittelalter zur Pfarrei in Lüdenscheid. Für eine wachsende Bedeutung des Ortes spricht, dass Halver ab 1127 eine eigene Pfarrgemeinde bildete.
Mindestens seit 1243 existierte ein Femegericht in Halvere, das am bekanntesten wurde durch die Verhandlung zwischen Heinrich XVI. dem Reichen von Bayern-Landshut und dem Ritter von Toerring, die am 2. Mai 1430 stattfand. 1753 wurde das Femegericht aufgelöst. Im 18. Jahrhundert war nächste Gerichtsinstanz das hohe Gericht in Lüdenscheid. Auch wenn in der Zeit vor 1900 der Ort keine Stadtrechte besaß, so deutet der Hinweis auf die Existenz eines Gerichtes auf stadtähnliche Funktionen hin.
Die Reformation fand 1550 im Ort Eingang. In den Jahren 1635/36 suchte die Pest Halver heim und forderte 1100 Todesopfer.
Der Ort profitierte von seiner verkehrsgeografisch günstigen Lage am Kreuzungspunkt der alten Heerwege von Köln nach Soest einerseits und von Hagen nach Siegen andererseits, die seit alters her auch als reguläre Fernverkehrsstraßen genutzt wurden.
Die hübsche Lage veranlasste den westfälischen Oberpräsidenten Ludwig von Vincke zu der Äußerung, Halver sei „das schönste Dorf Westfalens“.

### Geschichte der Industrialisierung
Als Teil der Grafschaft Mark war der Ort mit der Geschichte dieses Herrschaftsgebietes verbunden. Dazu gehörte das frühe Einsetzen der Industrialisierung. Diese begann mit Ansätzen zur Eisen- und Metallverarbeitung bereits in den 1780er Jahren. Etwa zehn Jahre später lebten bereits 200 Arbeiter von der Metallverarbeitung.
1818 lebten 678 Einwohner in Halver. Laut der Ortschafts- und Entfernungs-Tabelle des Regierungs-Bezirks Arnsberg wurde der Ort als Flecken kategorisiert und besaß 1838 eine Einwohnerzahl von 521, davon 20 katholischen und 501 evangelischen Glaubens. Halver war Hauptort der Gemeinde und Bürgermeisterei Halver und zugleich Titularort der Halveraner Dorfbauerschaft. Es besaß zwei Kirchen, sieben öffentliche Gebäude, 72 Wohnhäuser, neun Fabriken bzw. Mühlen und 24 landwirtschaftliche Gebäude.
Im 19. und 20. Jahrhundert wurde die lokale Wirtschaft durch seine Gesenkschmieden, Kleineisen- und Werkzeugindustrie, aber auch durch Kunststoffbearbeitung bestimmt. 1934 verzeichnete die Wirtschaft eine Bügeleisenfabrik, Drahtfabriken, Kleinschmiedewaren und Baubeschläge, Gesenkschmieden, Breitehämmer, Schmieden, Schleifereien zur Anfertigung von Schaufeln, Spaten, Pfannen, ferner Bohr- und Wagenbalkenfabriken und Elektroindustrie.
Das Gemeindelexikon für die Provinz Westfalen von 1887 gibt für Halver zusammen mit den Außenortschaften der Gemeinde eine Zahl von 7.787 Einwohnern an, die auf 201 Wohnplätze verteilt in 947 Wohnhäusern lebten.

### Aufstieg und Niedergang der Eisenbahn
Im 19. Jahrhundert führte vor allem die Eisenbahn zu einem Aufschwung der Gemeinde. Dazu zählte ab 1877 die Volmetalbahn, die aber das Stadtgebiet bei Oberbrügge nur kurz berührt, ab 1888 die schmalspurige Hälvertalbahn (die sogenannte „Schnurre“) der Kreis Altenaer Eisenbahn von dem Bahnhof Schalksmühle an der Volmetalbahn zum Halveraner Ortszentrum und ab 1910 die Wuppertalbahn von Oberbrügge über Halver und Radevormwald nach Barmen, heute Wuppertal. Von der Wuppertalbahn zweigte ein Gleis in Anschlag nach Wipperfürth ab.
Die Hälvertalbahn wurde als erste Bahnstrecke 1952 endgültig stillgelegt, die Wuppertalbahn Richtung Radevormwald und der Abzweig nach Wipperfürth folgten 1968. Der Personenverkehr wurde schon vier Jahre zuvor eingestellt. Richtung Oberbrügge wurden noch bis 1995 Güter transportiert, dann folgte auch dort die vorläufige Stilllegung. 2000 erwarb die Schleifkottenbahn GmbH diesen Streckenabschnitt und reaktivierte ihn wieder für einen sporadischen Güterverkehr.

### Ausgliederung Schalksmühles
Mit Wirkung zum 1. Oktober 1912 spaltete sich der Ortsteil Schalksmühle von der Gemeinde Halver ab und wurde eine eigenständige Gemeinde. Beide Gemeinden verwaltete danach das Amt Halver, welches bis dahin nur dem Namen nach ein „Amt“ war, denn es verwaltete nur eine Gemeinde (Amt = Verwaltung mehrerer Gemeinden).
Im Zuge der kommunalen Neuordnung im Kreis Altena wurde das Amt Halver durch das Gesetz zur Neugliederung des Landkreises Altena und der kreisfreien Stadt Lüdenscheid zum 1. Januar 1969 aufgelöst. Die Gemeinde Halver erhielt die Bezeichnung „Stadt“. Die Gemeinde Schalksmühle bildete mit der Landgemeinde Hülscheid aus dem Amt Lüdenscheid die neue „Großgemeinde“ Schalksmühle.

### Vorabend des Nationalsozialismus 1925–1933

Dreschflegel – Nationalsozialistisches Kampfblatt für Halver und Umgebung

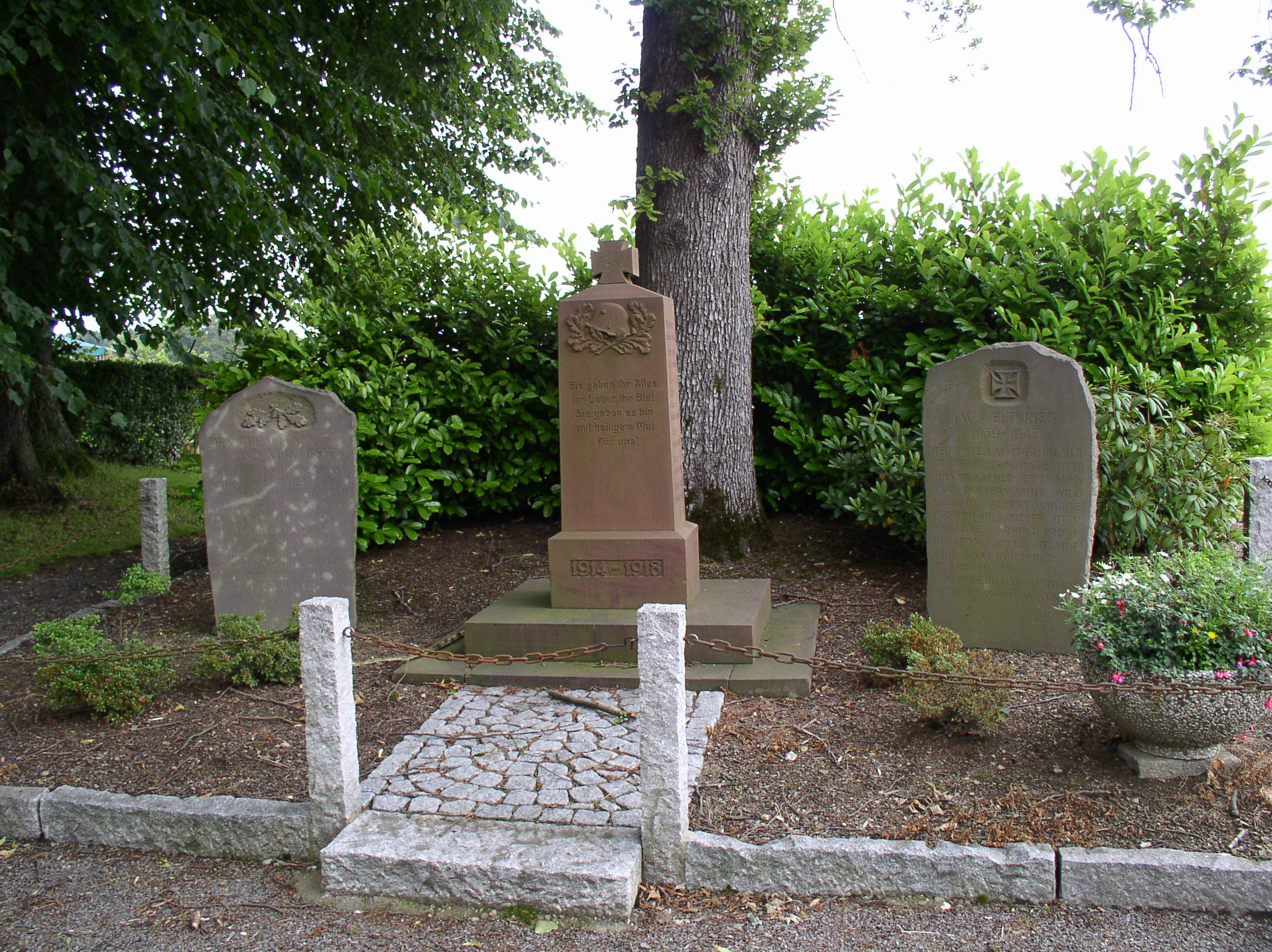
Kriegerdenkmal in Schulten-Hedfeld

Im Jahre 1926 wurde in Halver eine NSDAP-Ortsgruppe gegründet. Bereits am 7. November 1925 wurde in einer Anzeige in den Halveraner Zeitungen zu einem „Werbe-Abend zwecks Gründung einer Ortsgruppe“ eingeladen. Zu dieser Versammlung erschienen im Preußenhof acht Personen, von ihnen erklärten der spätere Ortsgruppenleiter Paul Steller, der spätere SA-Obersturmbannführer Erich Schulte, Max Schäfer und Karl Sanker ihren Beitritt zur NSDAP.
Am 1. Januar 1931 zählte die Partei 35 Mitglieder. Dazu kamen die Mitglieder der bereits im April 1930 formierten SA. Unter dem Namen „Sturm 41 Halver“ scharte sich ein Schlägertrupp zusammen. Dieser übernahm bei politischen Kundgebungen die Saalwache oder überfiel anders Gesinnte.
Am 24. Januar 1931 fand der erste Fackelzug der SA in Halver statt. „500 bis 600 Männer nahmen an diesem Umzug teil“, vermerkte der Ortspolizist. Am 9. März 1931 trat Hermann Göring im Saal an der Karlshöhe als Redner auf. „Weit mehr als 1500 Nationalgesinnte standen fahnenwehend an der Karlshöhe und begrüßten Göring“, so einer der Dienst habenden Polizisten.
Am 31. Januar 1932 wurde das SA-Heim eingeweiht. Einen Tag zuvor wurde die Zeitung „Dreschflegel – Nationalsozialistisches Kampfblatt für Halver und Umgebung“ zum ersten Mal publiziert. Ziel war es, das „jüdische Nachrichtenmonopol“ zu brechen, um die Deutschen „die Wahrheit“ erfahren zu lassen. Kurze Zeit später wurden die Hitlerjugend und das Jungvolk gegründet.
In den folgenden Wochen fanden vermehrt Veranstaltungen statt. Der Ton in den Reden wurde immer härter. Berichtet wurde von der „Judenrepublik“, die den Deutschen „aussaugt“. Spontane Umzüge durch Halver folgten. Gesungen wurden Lieder wie: „Blutig sind unsere Fahnen, die den Weg zur Freiheit bahnen (…) Köpfe rollen, Juden heulen (…) wenn im Wind die Fahnen flattern, die Maschinengewehre knattern.“ Am Ende des Jahres 1932 zählte Halver bereits 128 NSDAP-Parteimitglieder. Dazu kamen die Mitglieder der Hitler-Jugend, des Jungvolkes und der SA. Außerdem lassen sich eine Vielzahl von Vereinen aus dieser Zeit dem nationalsozialistischen Spektrum zuordnen.
Rechte und nationale Kampfbünde wie der „Stahlhelm“ oder die SA radikalisierten den politischen Kampf in den Jahren vor der Machtübernahme Hitlers. Kommunistische und sozialistische Verbände schlossen sich zusammen, um gegen die „Braunen“ zu agieren – auch in Halver.
Mit der vermehrten Aktivität der NSDAP formierte sich auch Widerstand. In Halver waren dem „antinationalsozialistischen Spektrum“ mindestens sieben Gruppen zuzuordnen, davon drei KPD-Ortsgruppen, das Reichsbanner Schwarz-Rot-Gold, die Rote Hilfe Deutschlands, die Eiserne Front und die SPD. Daraus entstand nach und nach eine Reihe von lokalen „Selbstschutzorganisationen“. Durch mehrere eigene Zeitungen wie etwa „Volk wach auf – Kampfblatt der Eisernen Front“, „Hammer und Sichel – Organ der Werktätigen von Halver“ oder „Einheitsfront – Blatt der KPD“ sollten vor allem die Arbeiter angesprochen werden und vor der nationalsozialistischen Ideologie gewarnt werden. Während die kommunistischen Blätter auf Karikaturen setzten und das „Großkapital“ anprangerten, da dieses die NSDAP unterstütze, setzte die „Eiserne Front“ verstärkt auf Kampfaufrufe.
„Die rote Pest, schlagt sie zu Brei! Wer will sich das bieten lassen? Wir sagen, wenn schon geschlagen werden soll, dann zeigt diesen Banditen, dass Arbeiterfäuste kräftiger zu schlagen verstehen!“, forderte die „Eiserne Front“ in ihrer Zeitung „Volk wach auf“ am 24. Juli 1932. Gezielte Übergriffe auf SA-Männer folgten. In kleinen Gruppen von drei bis sechs Mann prügelten sie sich mit den „braunen Hemden“. Veranstaltungen der NSDAP wurden mit Zwischenrufen wie „Heul Hitler“ gestört. Parallel zu der wachsenden Zahl der Besucher auf den nationalsozialistischen Kundgebungen verzeichnete die Polizeidienststelle Halver auch einen Anstieg der sozialistischen und kommunistischen Bestrebungen. So wurden auf Veranstaltungen häufig mehr als 300 Zuschauer gezählt. Vor allem Carthausen und Oberbrügge waren Bezirke, die fest in der Hand der „Linken“ waren.

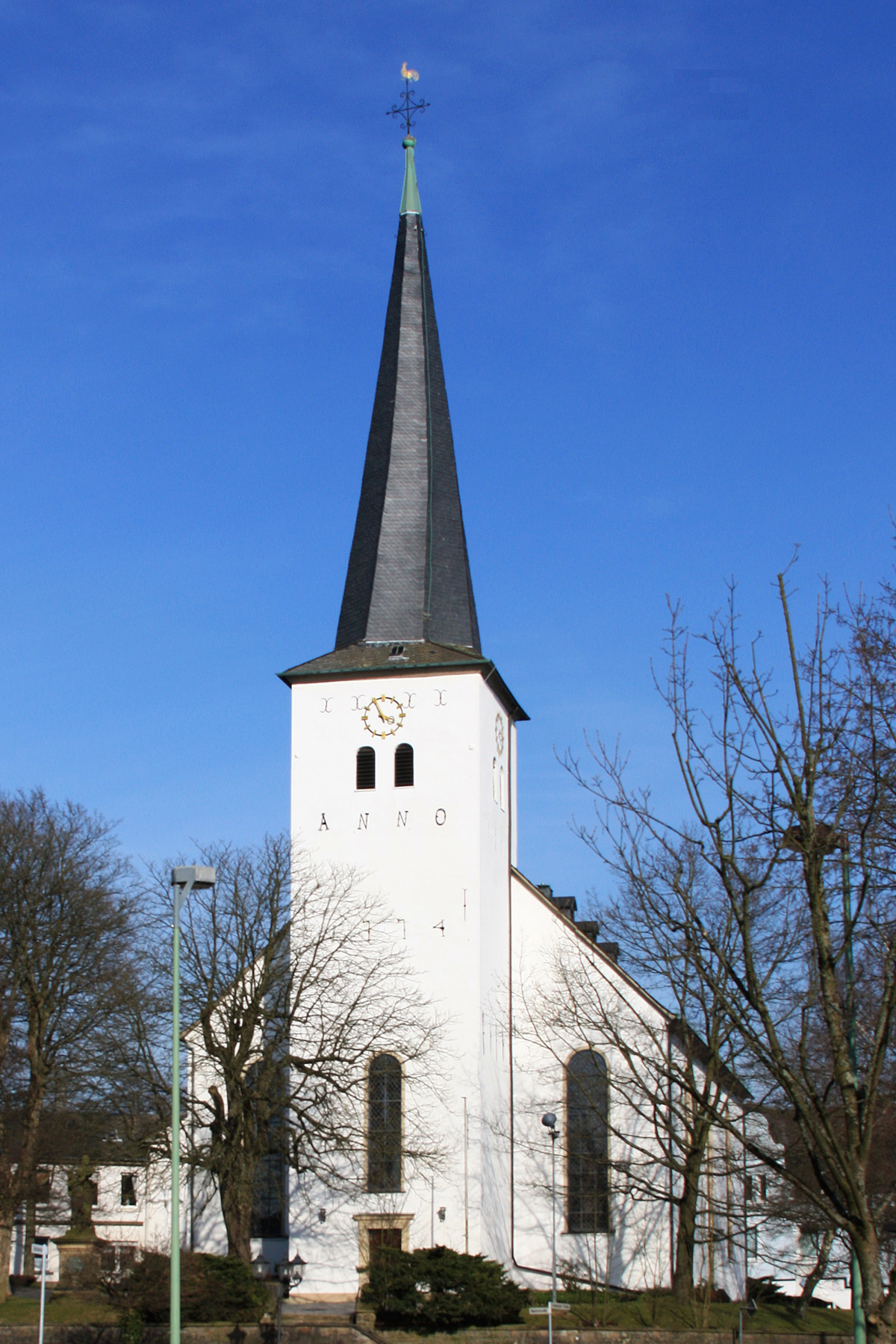
Evangelische Nicolai-Kirche

### Zeit des Nationalsozialismus
In Halver befanden sich während des Zweiten Weltkriegs mindestens acht Zwangsarbeiterlager, u. a. unterhalten von den Unternehmen Boucke & Co, vom Brocke, Halverscheidt und Märkisches Werk.
Der katholische Priester Josef Neunzig trat 1941 als Vikar an. Am 23. August 1941 wurde er verhaftet und ins Gestapo-Gefängnis „Steinwache“ in Dortmund eingeliefert, weil er polnischen Zivilarbeitern nach einem Gottesdienst Zigaretten und Schokolade geschenkt habe. Dafür sollte er mit fünf Jahren Aufenthalt im Konzentrationslager Dachau büßen. Nach vierjähriger Haftzeit kehrte Josef Neunzig erst wenige Wochen nach Kriegsende nach Halver zurück. Er bewies menschliche Größe, indem er Freunden und Feinden in der Not half und nicht auf Vergeltung bedacht war. 1948 wurde Neunzig in sein Heimatbistum Trier zurückgerufen. Das Pfarrheim trägt seinen Namen.

### Nachkriegszeit
In den 1950er und 1960er Jahren galt es den akuten Wohnraummangel zu beheben. Später musste verstärkt den Wünschen nach geeigneten Wohnbaugrundstücken für Ein- und Zweifamilienhäuser entsprochen werden. Heute leben ca. 17.500 Einwohner im Stadtgebiet. Dabei ist anzumerken, dass seit 1989 ca. 1200 Spätaussiedler vornehmlich aus der früheren UdSSR zugezogen und integriert worden sind. Die Industrie bestimmt das Leben des größten Teils der Einwohner. Aus Werkstätten und Kleinfabriken entwickelten sich die heutigen Betriebe im Bereich der Stahlverformung, der Gesenkschmiedeindustrie, der Eisen-, Blech- und Metallwarenherstellung, der Kunststoffverarbeitung sowie der Elektronik und Elektrobranche. Am 6. September 1994 wurde die Ortsumgehungsstraße als „Jahrhundertbauwerk“ für den Verkehr freigegeben.

### Christentum
Die Evangelische Kirche von Westfalen und die römisch-katholische Kirche sind mit jeweils einer Gemeinde in Halver und Oberbrügge vertreten. Daneben bestehen evangelische Freikirchen wie die Freien evangelischen Gemeinden in Halver und Bever und jeweils eine Evangelische-Baptisten-Brüdergemeinde und eine Mennonitische Brüdergemeinde in Halver. Zudem gibt es eine Gemeinde der Neuapostolischen Kirche und eine türkisch-islamische Gemeinde in Halver.

### Konfessionsstatistik
Nach der städtischen Einwohnerstatistik (Stand 31. Dezember 2024) sind von den 16.737 Einwohnern 35,0 % (5.857) evangelisch und 14,8 % katholisch. Die Mehrheit 50,2 % (8.403) gehören anderen Glaubensgemeinschaften an oder sind konfessionslos. Nach der städtischen Einwohnerstatistik zum 31. Dezember 2020 waren von den Einwohnern 39,8 % evangelisch und 16,3 % katholisch. Die restlichen 44,0 % gehörten anderen Glaubensgemeinschaften an oder waren konfessionslos. Zum 31. Dezember 2017 waren 41,5 % der Bürger evangelisch und 16,1 % katholisch. Die übrigen 42,3 % gehörten anderen Religionen und Glaubensgemeinschaften an oder waren konfessionslos.

### Eingemeindungen
Am 1. Januar 1969 wurden Gebietsteile der Nachbargemeinde Kierspe und der aufgelösten Gemeinde Lüdenscheid-Land eingegliedert.

### Einwohnerentwicklung

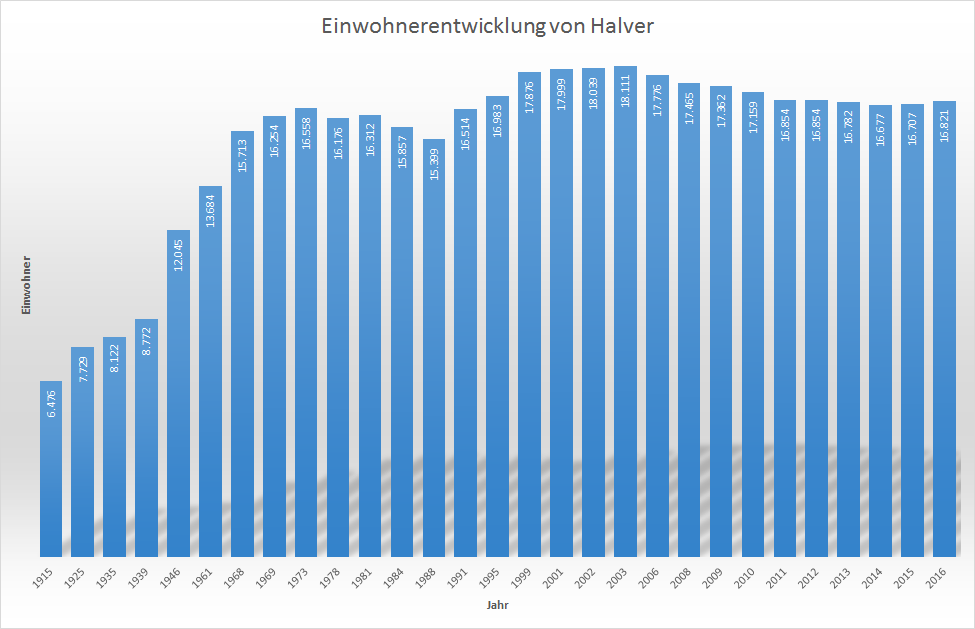
Einwohnerentwicklung

Gemeinde Halver
| Jahr | Einwohner |
| ---- | --------- |
| 1915 | 6.476     |
| 1925 | 7.729     |
| 1935 | 8.122     |
| 1939 | 8.772     |
| 1946 | 12.045    |
| 1961 | 13.684    |
| 1968 | 15.713    |

Stadt Halver
| Jahr | Einwohner |
| ---- | --------- |
| 1969 | 16.254    |
| 1973 | 16.558    |
| 1978 | 16.176    |
| 1981 | 16.312    |
| 1984 | 15.857    |
| 1988 | 15.399    |
| 1991 | 16.514    |
| 1995 | 16.983    |

| Jahr | Einwohner |
| ---- | --------- |
| 1999 | 17.876    |
| 2001 | 17.999    |
| 2002 | 18.039    |
| 2003 | 18.111    |
| 2006 | 17.776    |
| 2008 | 17.465    |
| 2009 | 17.362    |
| 2010 | 17.159    |

| Jahr | Einwohner |
| ---- | --------- |
| 2011 | 16.974    |
| 2012 | 16.854    |
| 2013 | 16.782    |
| 2014 | 16.677    |
| 2015 | 16.707    |
| 2016 | 16.821    |
| 2018 | 16.106    |
| 2022 | 16.347    |

## Politik

### Gemeinderat
Die 34 Sitze des Stadtrates von Halver verteilen sich nach den Kommunalwahlen 2014 und 2020 wie folgt auf die Parteien:
| Partei/Gruppierung | Sitze | Sitze |
| Partei/Gruppierung | 2020  | 2014  |
| CDU                | 9     | 11    |
| SPD                | 13    | 10    |
| UWG                | 4     | 6     |
| Grüne              | 5     | 5     |
| FDP                | 3     | 2     |
| Gesamt             | 34    | 34    |

### Bürgermeister
Bei der Bürgermeisterwahl 2015 wurde Michael Brosch (SPD) neuer Bürgermeister in Halver. Er setzte sich mit 58,99 Prozent gegen den bisherigen Amtsinhaber Bernd Eicker durch. 2020 wurde Michael Brosch mit 68,92 Prozent im Amt bestätigt. Sein Herausforderer Markus Tempelmann (CDU) erhielt 31,08 Prozent der Stimmen.

### Wappen

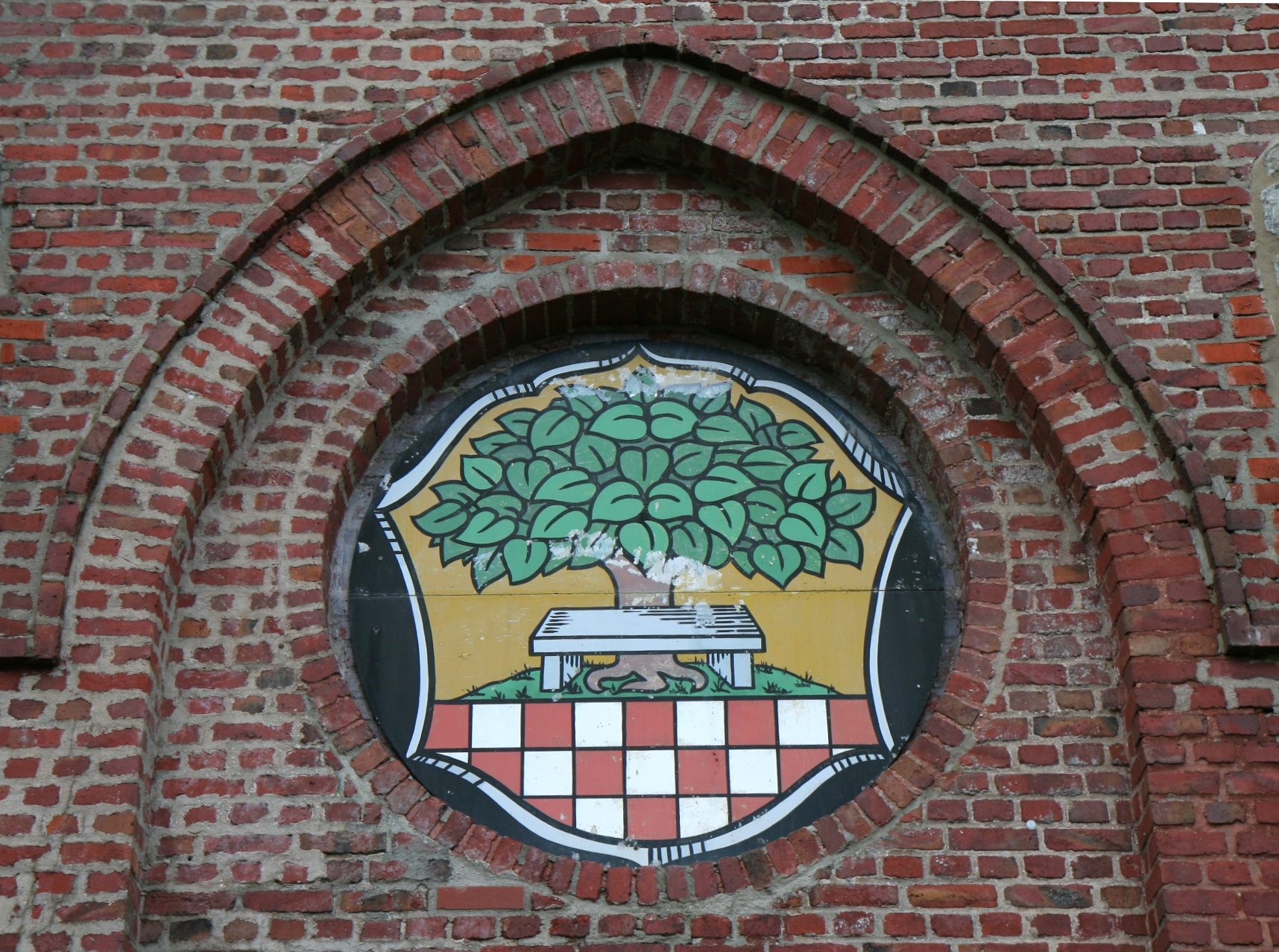
Wappenabbildung am Aussichtsturm Karlshöhe

Das Wappen zeigt auf einem in drei Zeilen auf silber und rot geschachtem Balken Tisch und Femlinde auf goldenem (gelben) Grund.

#### Beschreibung
Das rote-weiße Schachbrettmuster des Balkens ist das Symbol der Grafschaft Mark, zu der Halver gehörte. Der darüber stehende steinerne Tisch unter dem Lindenbaum und die Femlinde erinnern an den im 13. Jahrhundert bestandenen Freistuhl des Femegerichts in Halver. Das Wappen wurde von Otto Hupp entworfen und am 29. März 1935 durch Erlass des Reichs- und Preußischen Ministers des Innern verliehen.

### Städtepartnerschaften
Seit dem 30. September 1963 unterhält Halver eine Städtepartnerschaft mit der schwedischen Stadt Katrineholm, die sich aus Kontakten der Musikantengilde aus Halver mit einer Volkstanzgruppe aus Katrineholm entwickelt hatte.
Seit dem 25. April 1975 besteht eine Städtepartnerschaft mit der französischen Stadt Hautmont und seit 1989 eine Städtefreundschaft mit Pardes-Hanna in Israel.

## Kultur und Sehenswürdigkeiten

### Museen
In Halver existiert in der ehemaligen katholischen Volksschule das Heimatmuseum Halver, das vor allem Exponate aus Landwirtschaft und Handwerk präsentiert. Dazu gehören auch eine Schusterwerkstatt und ein Schmiedefeuer mit Blasebalg und Amboss. Auch die Herstellung von Butter wird dargestellt. Hinzu kommt eine Abteilung zum Thema Lebensraum Wald und Wasser.
Ein weiteres Regionalmuseum und kultureller Veranstaltungsort ist die Villa Wippermann mit einem sehr schönen Park. Im Erdgeschoss finden verschiedene kulturelle Veranstaltungen sowie Trauungen statt.

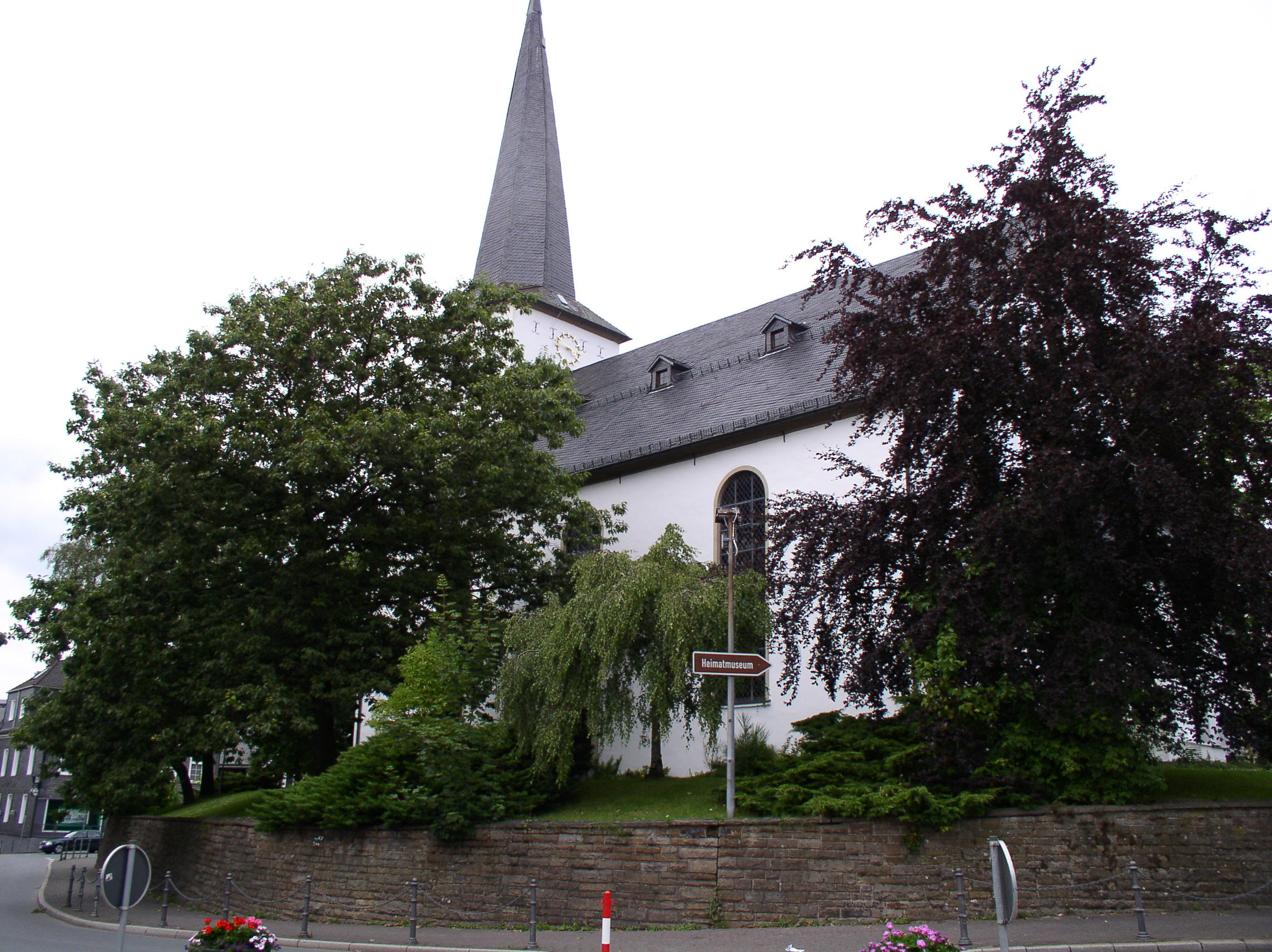
Nicolai-Kirche Halver

Heesfelder Mühle im Hälvertal

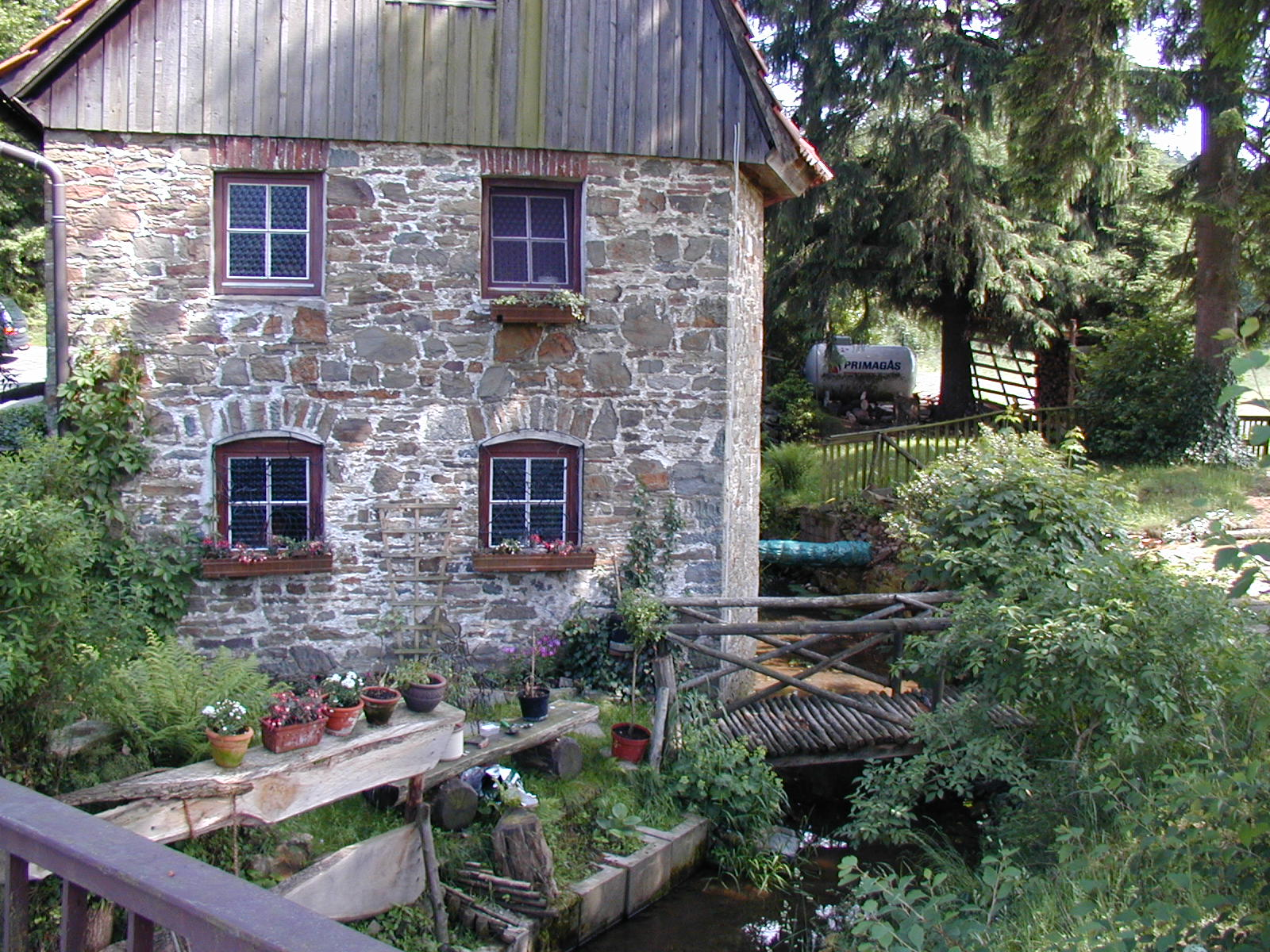
Löher Mühle (Löhrmühle)

### Bauwerke
Die evangelische Nicolai-Kirche wurde 1783 erbaut und bildet das Zentrum des Ortes. Bemerkenswert ist die denkmalgeschützte Orgel aus dem 19. Jahrhundert.
Die Löhrmühle, erstmals 1566 erwähnt, ist die älteste noch existierende Wassermühle an der Ennepe. Der heutige Bau stammt aus dem frühen 19. Jahrhundert. Die Heesfelder Mühle wurde von einem Bürgerverein restauriert und ist heute Teil des Zentrums für Naturschutz und Kulturlandschaftspflege.
Auf der Karlshöhe wurde 1893 ein Aussichtsturm errichtet, der einen guten Blick auf das Ebbegebirge und ins Bergische Land ermöglicht. Der Aussichtsturm Karlshöhe war seit dem Sommer 2007 gesperrt, da er stark baufällig ist und sich bereits Steine aus dem Mauerwerk gelöst haben. Ende 2017 konnten rund 100.000 Euro an Spenden für eine Sanierung gesammelt werden. Die Sanierung war April 2020 abgeschlossen und der Aussichtsturm wurde am 12. Juli 2020 für den Publikumsverkehr wieder eröffnet.

### Parks
Die Stadt Halver verfügt über mehrere schöne Parks, die sich alle zentral befinden. Dies sind der Hohenzollernpark, der Rathauspark, der Stadtpark und der Park der Villa Wippermann.

#### Rathauspark
Für den Rathauspark gab es ursprünglich verschiedene Baupläne einer Umnutzung, was den Rathauspark am Ende sogar als Park gefährdet hätte. Auch gab es eine Vernachlässigung der Parkpflege. Der Halveraner Axel Ertelt gründete daraufhin 2019 die „Interessengemeinschaft Rathauspark Halver“, um den Park zu erhalten und neu zu gestalten. Dazu brachte er mit seinen Freund Wilfried Stevens von 2019 bis 2022 eine halbjährlich erscheinende Broschüre im Selbstverlag heraus, um über die Arbeit und Fortschritte der „Interessengemeinschaft Rathauspark Halver“ in Halver und im nahen Umland zu informieren. Weiterhin wurde eine Facebook-Gruppe gegründet, die über 200 Mitglieder hatte. Aufgrund seines labilen Gesundheitszustandes wurde er dabei von seinen Freund Wilfried Stevens unterstützt, der auch Mitglied in der Interessengemeinschaft war. Dadurch gab es auch positive Gespräche mit dem amtierenden Bürgermeister Michael Brosch. Durch die Initiative von Axel Ertelt und seine Unterstützern wurde der Rathauspark schließlich neu gestaltet und blieb erhalten.

### Mittelalterliche Bodendenkmale
- Am Bollberg im westlichen Halver befindet sich eine frühmittelalterliche Ringwallanlage.
- Teile der Bergisch-Märkischen Landwehr bilden die Stadtgrenze zu Radevormwald.

### Schutzgebiete für die Natur
Das Stadtgebiet gehört zum Naturpark Sauerland-Rothaargebirge. Flächen außerhalb der bebauten Ortsteile und des Geltungsbereichs eines Bebauungsplans sind als Landschaftsschutzgebiet ausgewiesen, sofern kein höherer Schutzstatus wie beispielsweise Naturschutzgebiet (NSG) besteht. Im Stadtgebiet wurden die drei Naturschutzgebiete Wilde Ennepe mit 5,73 ha, In der Bommert mit 3,56 ha und Höhle Halver Hülloch mit 6,61 ha ausgewiesen.
Im Naturschutzgebiet Wilde Ennepe und südwestlich von ihm sind gehäuft quarzhaltige Monolithe zu finden. Ein Quarzblockfeld südwestlich des Naturschutzgebietes steht als Naturdenkmal unter Schutz.

### Sport

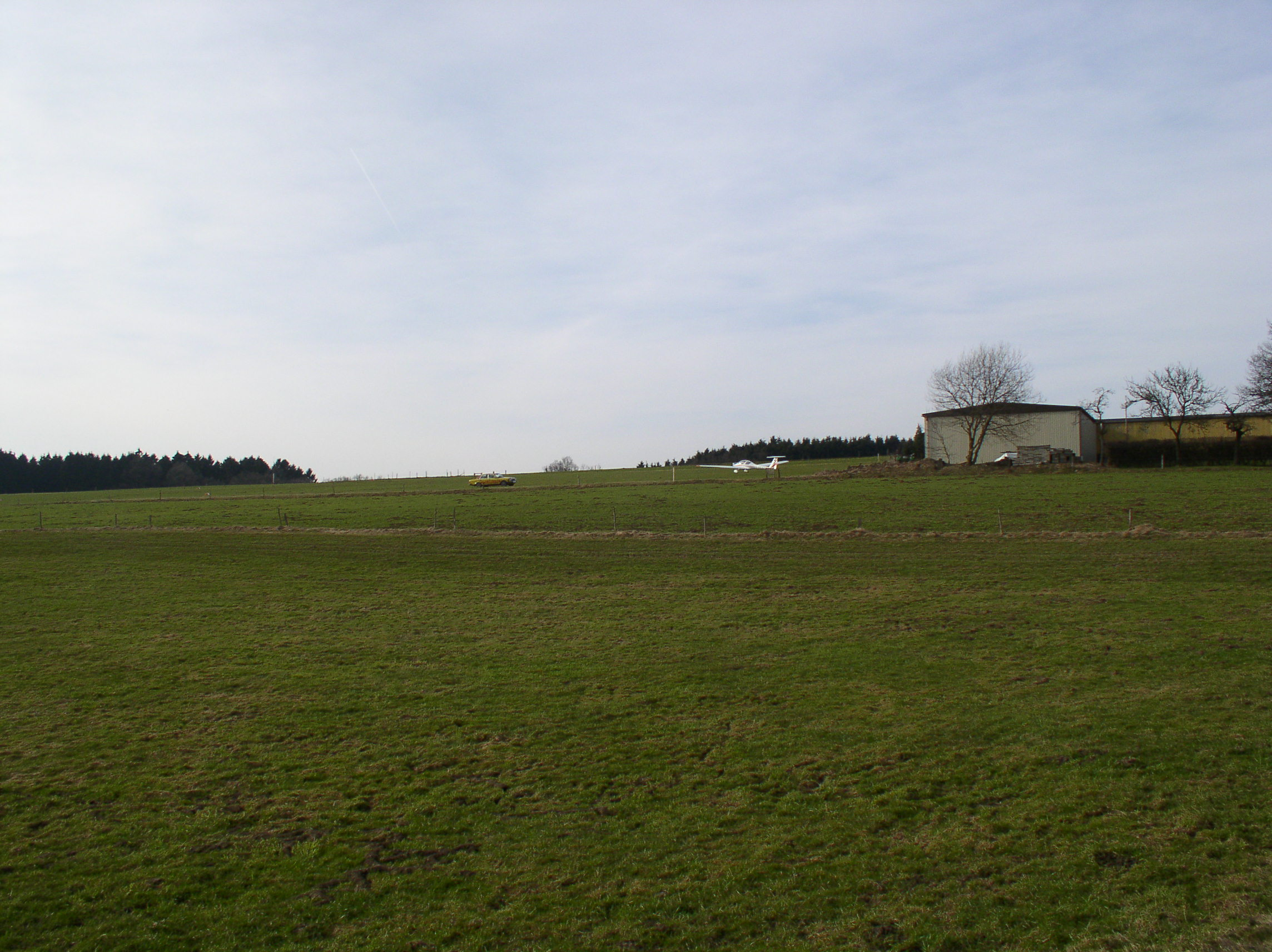
Segelflugplatz Im Heede

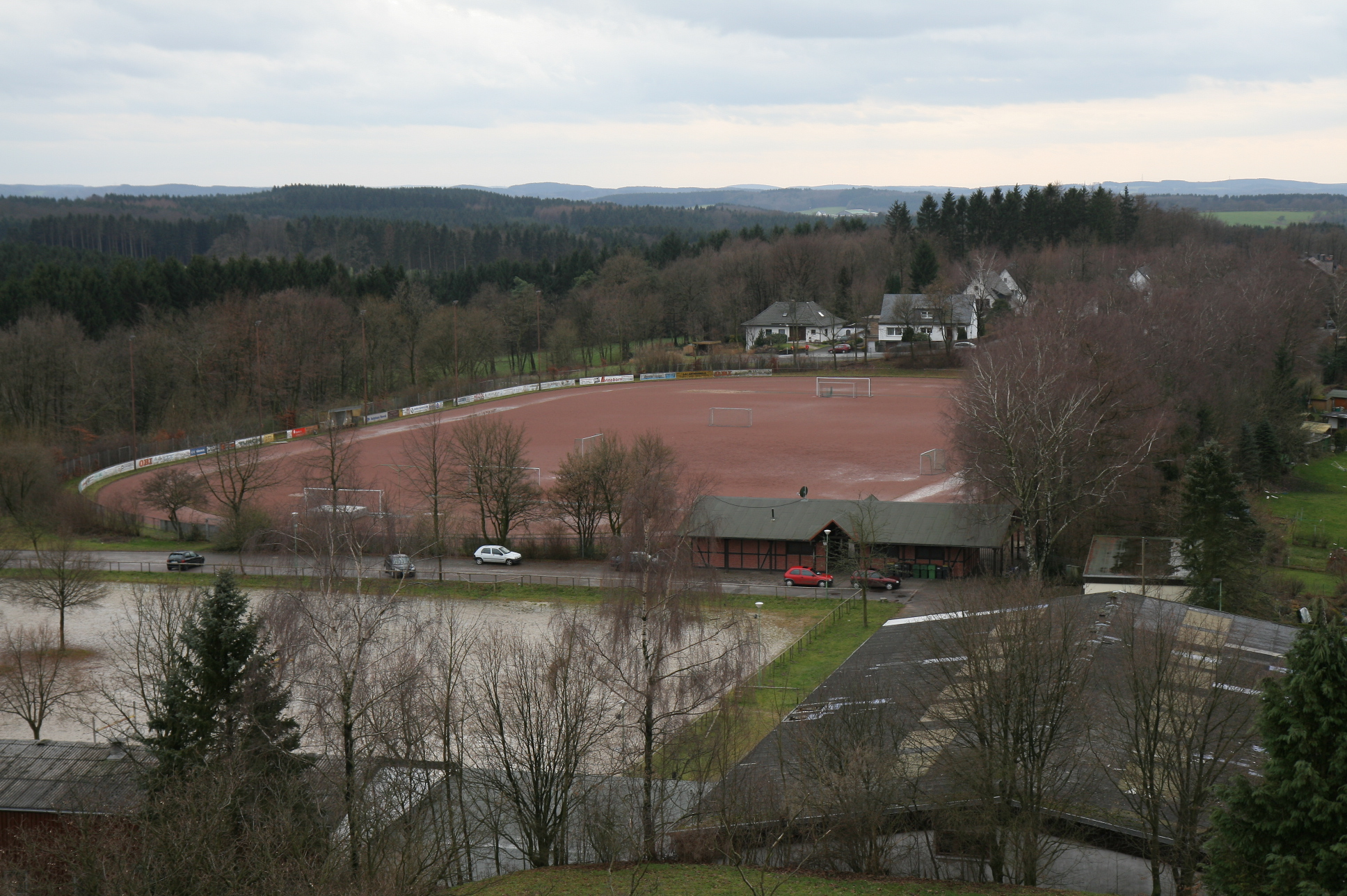
Franz-Dobrikat-Sportplatz

#### Luftsport
Der Luftsportverein Halver betreibt in der Stadt auch den Flugplatz Halver, auch Segelfluggelände Halver „Im Heede“ genannt. Er liegt südlich des Hauptortes auf einer Höhe von 418 Metern über Normalnull. Die Landebahn hat eine Länge von 1000 Metern und besteht aus unbefestigtem Untergrund (Rasen). Auf dem Gelände befindet sich eine Flugzeughalle, die vom Luftsportverein benutzt wird. Der Flugbetrieb findet an Wochenenden und Feiertagen statt.
Seit 2006 ist der Flugplatz Halver „Im Heede“ nicht mehr in Betrieb. Der Luftsportverein Halver nutzt seitdem nur noch die Flugzeughallen, der Flugbetrieb findet auf dem Flugplatz Wipperfürth-Neye statt.

#### Wandern
Neben einem gut ausgebauten Wanderwegenetz mit einem markierten Zielwanderweg zur Glörtalsperre und 20 Ortsrundwanderwegen besitzt Halver auch einen 50 Kilometer langen Rundwanderweg um die Stadtgrenze herum. Dieser Wanderweg ist mit dem Wegzeichen H im Kreis markiert.

#### Schwimmen
Halver besitzt ein beliebtes Waldschwimmbad, das von der Herpine, einem der Quellbäche der Hälver, gespeist wird. Es ist mit 6000 Quadratmeter Wasserfläche eines der größten in Nordrhein-Westfalen. Außerdem gibt es dort eine Wasserrutsche von 40 Metern Länge. Auf dem Gelände befinden sich auch eine Beachvolleyballanlage, Planschbecken und viele Spielmöglichkeiten für Kinder. Im Schulzentrum befindet sich zusätzlich ein Hallenbad.

#### Skisport
Das vereinseigene Skigelände des Ski Club Halver 1957 e. V. mit Skihütte und Lift befindet sich am Collenberg in Halver und ist während des gesamten Sportjahres im Einsatz. Im Winter findet bei Liftbetrieb für die Öffentlichkeit die Kinderskischule des Ski Clubs statt. Im Sommer wird bei Liftbetrieb Grasski und auf Mountainboards gefahren.

#### Handball
- SG Schalksmühle-Halver (SGSH): Eine Handball-Spielgemeinschaft mit folgenden Trägervereinen: TuS Halver 1848 e. V., TuS Stöcken-Dahlerbrück 1885 e. V., TuS Oeckinghausen 1888 e. V., Schalksmühler TV 1893 e. V. Die erste Mannschaft spielt in der 3. Liga West. Die Reserve spielt in der Verbandsliga Westfalen, Staffel 2. Die Jugendabteilung ist in eine eigene Jugendspielgemeinschaft SGSH Juniors ausgegliedert. Die SGSH Dragons tragen ihre Spiele in der Sporthalle Löh (Schalksmühle) und der Sporthalle Mühlenstraße (Halver) aus. Mittlerweile heißt der Verein SGSH Dragons.
- SGSH Juniors: Die SGSH Juniors wurden am 11. Januar 2009 im Feuerwehrhaus Schalksmühle gegründet. Sie entstand aus der JHG Mark Süd, wobei die Satzung der JHG unverändert übernommen wurde. So dass es eigentlich nur eine Änderung des Namens war. Die JHG Mark Süd entstand wiederum als Folgefusion des Zusammenschlusses der SG Halver-Oeckinghausen und der HSG Schalksmühle. Im Frühjahr 2003 schlossen sich im Jugendbereich die JSG Schalksmühle und die SG Halver-Oeckinghausen zur JHG Mark Süd zusammen. Am 18. April fand die Gründungsversammlung für die JHG Mark Süd im Tennisheim des TuS Oeckinghausen auf der Susannenhöhe statt.
- TuS Grünenbaum: Erst seit der Gründung der SG Schalksmühle-Halver gibt es Handball beim TuS Grünenbaum. Dem TuS hat sich eine Gruppe angeschlossen, die die Fusion mit Schalksmühle nicht mittragen wollten. Inzwischen ist der TuS eine der größten Jugendabteilungen im Handballkreis Lenne-Sieg. Des Weiteren gehen in der Saison 2006/07 zwei Männer-Mannschaften an den Start.

#### Sportvereine
- FC Phoenix Halver 08
- SGSH Halver
- JC Halver
- LG Halver-Schalksmühle
- Märkischer Angelsportverein Halver e. V.
- Sauerländischer Gebirgsverein SGV-Halver
- Ski Club Halver 1957 e. V.
- SV Halver
- TC Halver 1960
- TuS Ennepe
- TuS Grünenbaum
- TuS Halver
- TuS Oberbrügge
- TuS Oeckinghausen

## Wirtschaft und Infrastruktur
Die Wirtschaft in Halver wurde vor allem von der Schmiedeindustrie geprägt. Daraus entwickelte sich die heutige Wirtschaftsstruktur. Wichtig ist dabei die Stahlverformung, die Gesenkschmiedeindustrie, die Eisen- und Metallwarenherstellung. Hinzu kommen Elektrotechnik und Kunststoffverarbeitung.
Am 30. Juni 2017 gab es nach statistischen Angaben im Stadtgebiet 6279 sozialversicherungspflichtige Beschäftigte. Davon arbeiteten 4218 im produzierenden Gewerbe. Im Handel, Gastgewerbe, Verkehr und Lagerei arbeiteten 928, in der Land- und Forstwirtschaft und Fischerei 46. Im Bereich der öffentlichen und privaten Dienstleistungen waren 1087 beschäftigt. Es dominieren mehrere klein- und mittelständische Unternehmen. Seit 2018 zählen zu ortsansässigen Unternehmen die Märkisches Werk GmbH, ein Produzent von Komponenten und Zylinderkopfsystemen für große Motoren, NEOSID, ein Hersteller elektronischer Bauteile und Casp. Arn. Winkhaus (CAW), ein Spezialist für Paketschalter für elektrische Anwendungen. Auf dem Gebiet der Industrieautomation überregional tätig ist die Unternehmensgruppe Turck aus Halver.
Ende 2014 wurde im Halveraner Stadtteil Bruch eine zuvor landwirtschaftlich genutzte Fläche als weiteres Gewerbegebiet Susannenhöhe mit 86.000 Quadratmetern Fläche erschlossen.
In Oeckinghausen bzw. dem angrenzenden Bruch soll auf einem Acker unterhalb der Susannenhöhe ein neues Gewerbegebiet mit sieben Grundstücken errichtet werden. Die Stadt will damit den Bedarf heimischer Unternehmen decken. Es wird davon ausgegangen, dass im neuen Gewerbegebiet etwa 90 Arbeitsplätze geschaffen werden könnten. Bei einem Teil soll es sich aber vermutlich um bestehende Arbeitsplätze handeln, die lediglich aus Halver verlagert würden. Somit wird das Gewerbegebiet Susannenhöhe aber auch als wichtigen Faktor zur Sicherung des Wirtschaftsstandortes Halver angesehen. Im Januar 2013 sollen bereits drei Bauanfragen für das neue Gewerbegebiet bei der Stadt Halver vorgelegen haben. Bisher gab es allerdings sowohl direkt als auch indirekt Betroffene, die dem Vorhaben des neuen Gewerbegebietes eher skeptisch gegenüberstehen.

### Verkehr

#### Straßenverkehr
Halver liegt an der in Ost-West-Richtung durch den Ort verlaufenden Bundesstraße 229. Über diese erreicht man Richtung Osten die etwa 16 Kilometer entfernte Anschlussstelle Lüdenscheid-Süd der Bundesautobahn 45 in etwa 20 Minuten Fahrzeit. Ferner führt die von Hagen kommende Landesstraße 528 in Nord-Süd-Richtung durch Halver nach Meinerzhagen.
Ursprünglich sollte auch eine Bundesautobahn A 54 (auch früher teilweise als A 208 bezeichnet) von der niederländischen Grenze bei Brunssum über Puffendorf, Bergheim, Langenfeld, Solingen, Remscheid, Radevormwald, Halver, Lüdenscheid und Werdohl bis nach Plettenberg im Sauerland verlaufen. Der Kreuzungspunkt mit der damals bereits bestehenden Bundesautobahn A 45 wäre südlich der heutigen Abfahrt Nr. 13 Lüdenscheid-Nord gewesen. Bis auf zwei Teilstücke, die heutige A 542 und die durch das Solinger Stadtgebiet verlaufende Landesstraße 141n, wurde die A 54 allerdings nie fertiggestellt.

#### Zugverkehr

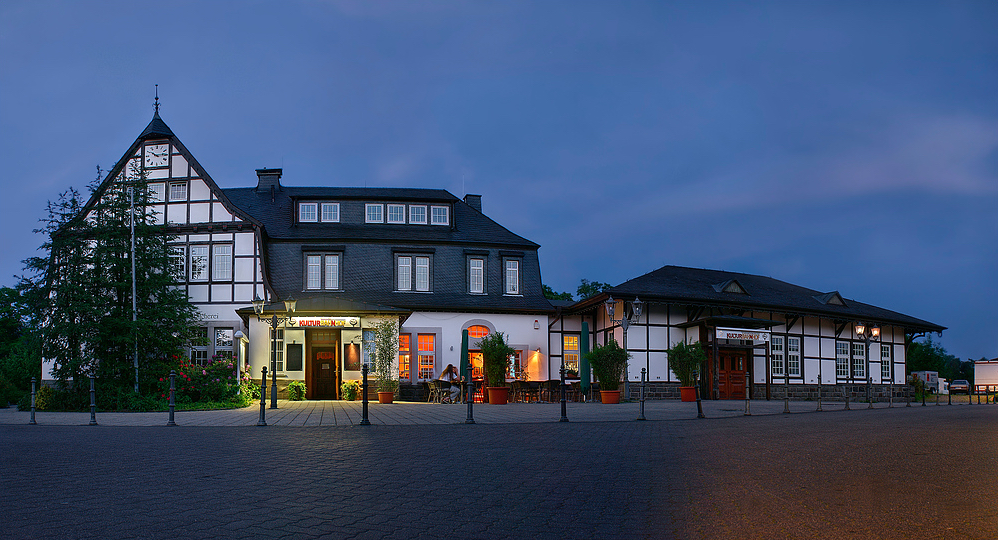
Der Kulturbahnhof von Halver

Halver besitzt seit der Stilllegung der Wuppertalbahn keinen eigenen Personenbahnhof mehr. Von 1888 bis 1949 (im Güterverkehr: 1952) hatte Halver ebenfalls Anschluss an die Hälvertalbahn der Kreis Altenaer Eisenbahn nach Schalksmühle. Eine mögliche Wiederinbetriebnahme des Streckenabschnitts von Oberbrügge nach Halver wird berücksichtigt.
Der nächstgelegene Bahnhof war für viele Jahre in Brügge, von wo die Volmetalbahn in Richtung Hagen und Lüdenscheid fährt. Mit der Modernisierung und Wiedereröffnung des heutigen Haltepunkts Halver-Oberbrügge gibt es seit Dezember 2019 wieder einen Halt auf Halver Stadtgebiet, der von der Oberbergischen Bahn nach Köln und Lüdenscheid bedient wird.
Am ehemaligen Bahnhof Halver befindet sich östlich des Kulturbahnhofs (ehemaliges Empfangsgebäude) der Bahnsteig sowie Parkplätze. Im September 2012 bot die Verwaltung der Stadt Halver 38 000 Quadratmeter große Bahnhofsgrundstück zum Kauf an. Insgesamt standen auf dem Bahngelände rund 4500 Quadratmeter als Verkaufsfläche zur Verfügung. Dazu gehörten etwa 2000 Quadratmeter für einen Vollsortimenter mit Getränkemarkt und rund 1000 Quadratmeter für einen Discounter. Außerdem war eine Wohnbebauung in Höhe des Tannenwegs durch die Stadt Halver erwünscht.

#### Busverkehr
Der Busverkehr wird heute überwiegend durch die Märkische Verkehrsgesellschaft (MVG) und die Busverkehr Ruhr-Sieg (BRS) sowie dem Bürgerbus Halver durchgeführt.
Folgende Busverbindungen existieren:
- 55 Lüdenscheid–Halver–Wipperfürth
- 58 Lüdenscheid-Oberbrügge-Kierspe
- 84 Kierspe–Halver–Breckerfeld–Hagen
- 85 Schalksmühle–Halver
- 91 Oberbrügge–Halver–Giersiepen
- 92 Halver–Neuen-Vahlefeld
- 93 Halver–Kirchlöh
- 134 Radevormwald–Halver–Lüdenscheid (BRS)
- N 5 Halver–Deutsches Eck (momentan eingestellt)
- Außerdem existieren Bürgerbuslinien als Ergänzung zum regulären Linienbusbetrieb

### Öffentliche Einrichtungen
In der Stadt Halver befindet sich kein Krankenhaus. Die medizinische Versorgung von Halver übernehmen die Krankenhäuser in Lüdenscheid, Wipperfürth und Radevormwald.
In der Kernstadt findet sich das Seniorenzentrum Bethanien und das Altenheim Waldfrieden Halver. Ferner befindet sich eine Altentagesstätte im Mehrzweckgebäude Von-Vincke-Straße (ehemalige Katholische Volksschule). Hier ist auch das Heimatmuseum untergebracht.
Aus dem ehemaligen Bahnhofsgebäude wurde der „Kulturbahnhof“ mit Stadtbücherei, gastronomischem Betrieb und einem zirka 170 Quadratmeter großen Veranstaltungssaal.
In Halver werden von verschiedenen Trägern sechs Kindergärten unterhalten. Davon befinden sich in der Kernstadt fünf, in Oberbrügge einer. Träger sind die Evangelische und Katholische Kirchengemeinde, die Arbeiterwohlfahrt und das DRK.

### Bildung
Es gibt zwei Grundschulen in Halver. Die Lindenhofschule und die Regenbogenschule, die eine einzügige Dependance im Ortsteil Oberbrügge hat.
Das Halveraner Schulzentrum umfasst den Hauptstandort der Regenbogenschule, die Humboldtschule (HBS), eine teilintegrierte Sekundarschule und das Anne-Frank-Gymnasium (AFG).
Das Eugen-Schmalenbach-Berufskolleg ist die kaufmännische Schule des Märkischen Kreises und hat seinen Sitz im Ortsteil Ostendorf.
Für die musikalische Bildung in Halver sorgt die Musikschule Volmetal mit Sitz in Meinerzhagen, die in Halver eine Bezirksstelle unterhält. Die Volkshochschule Volmetal betreibt in Halver eine Zweigstelle und sorgt mit verschiedenen Angeboten für die Erwachsenenbildung.

## Persönlichkeiten

### Ehrenbürger
Gemäß dem Ortsrecht wird zur Ehrung von verdienten Persönlichkeiten das Ehrenbürgerrecht der Stadt Halver, der Ehrenring der Stadt Halver, der Wappenteller oder der Wappenschild von der Stadt Halver verliehen. Die Ehrenbürgerschaft schließt Verleihung des Ehrenringes mit ein. Wappenteller oder Wappenschild werden auch langjährigen Ratsmitgliedern oder langjährigen Mitgliedern der Freiwilligen Feuerwehr verliehen.
Vor Inkrafttreten der Richtlinien über die Ehrung verdienter Männer und Frauen durch die Stadt Halver im Februar 1980 hatte die Stadt Halver zwei Ehrenbürger. Erster Ehrenbürger wurde im Jahre 1908 der Fabrikant Hugo Wippermann (1851–1909) für die Schenkung mehrerer Grundstücke an die Gemeinde Halver. Im Jahre 1973 erhielt Bürgermeister Ernst Stamm (1898–1976) für seine Tätigkeit in der Kommunalpolitik und besondere Verdienste um den Wiederaufbau die Ehrenbürgerwürde. Am 19. März 1999 erhielt Bürgermeister Günther Vahlefeld diese Ehrung für herausragende Ehrendienste zum Wohle der Allgemeinheit. Der Unternehmer Werner Turck (1932–2015) bekam am 15. November 2012 das Ehrenbürgerrecht für besondere Verdienste um das Wohl und das Ansehen der Stadt Halver sowie seine langjährige kommunalpolitische Tätigkeit.

### Söhne und Töchter der Stadt
- Ferdinand Bender (* 24. Oktober 1870 in Halver; † 26. Oktober 1939), Politiker, Reichstagsabgeordneter (SPD)
- Wilhelm Bäumer (* 17. November 1783 in Halver; † 13. Mai 1848 in Arnsberg), protestantischer Theologe der reformierten Kirche und preußischer Konsistorialrat
- Walter Borlinghaus (* 2. Dezember 1906 in Halver; † 14. April 1945 in Iserlohn), NSDAP-Kreisleiter
- Theodor Braeucker (* 1. April 1815 in Langenscheid; † 3. Mai 1882 in Derschlag), Heimatforscher
- Rudolf Fastenrath (* 12. März 1856 in Halver; † 4. Dezember 1925 in Lamone), Heilpraktiker und Schriftsteller
- Melina Fernandez (* 2008 in Halver), Breakdance-Tanzsportlerin
- Theodor Haarmann (* 5. Juni 1824 in Halver; † 22. März 1895), Architekt
- Helmut Höngen (* 31. Januar 1907 in Halver; † 8. Februar 2001), Chorleiter, Dirigent und Organist
- Alfred Jung (* 31. Dezember 1895 in Halver; † 13. März 1980 ebenda), Unternehmer und Heimatforscher
- Eduard Kötter (* 25. Juli 1863 in Halver; † 5. Juli 1924 in Wiesbaden), Landrat und zuletzt Direktor des Oberversicherungsamtes zu Wiesbaden
- Marie Quincke (* 11. November 1888 in Halver; † 14. Mai 1968 in Bremen), Pädagogin und Frauenrechtlerin
- Käthe Reine (* 20. Dezember 1894 in Halver; † 24. Februar 1976 in Rostock), Malerin, Illustratorin und Textilkünstlerin
- Eugen Schmalenbach (* 20. August 1873 in Schmalenbach; † 20. Februar 1955 in Köln), Wirtschaftswissenschaftler, nach dem die örtliche kaufmännische Berufsschule benannt wurde
- Adolf Schönnenbeck (* 10. Mai 1869 in Stenkenberg; † 30. Januar 1965 in Waldbröl), Maler und Professor an der Kunstakademie in Düsseldorf
- Corinna Schumacher (* 2. März 1969 in Halver), Westernreiterin, Ehefrau des Rennfahrers Michael Schumacher
- Rolf Trouwborst (* 12. Juli 1921), Chefdramaturg der Wuppertaler Bühnen und der Deutschen Oper am Rhein Düsseldorf-Duisburg

### Persönlichkeiten, die vor Ort gewirkt haben
- Heinz Steguweit (* 19. März 1897 in Köln; † 25. Mai 1964 in Halver), Schriftsteller
- Gerhard Bergmann (* 25. Juli 1914 in Hagen; † 20. November 1981 in Esslingen am Neckar), evangelischer Theologe und Missionar
- Axel Ertelt (* 3. April 1954 in Lüdenscheid; † 2. Februar 2023 in Lüdenscheid), deutscher Sachbuchautor

### Persönlichkeiten, die im Ort wirken
- Markus Beyer (* 1967 in Plettenberg), deutscher Kinderbuchautor und Pädagoge